# Cyclologie (ésotérisme)
Pour les articles homonymes, voir Cyclologie.
La cyclologie est une théorie du temps cyclique, soit une conception que l'on retrouve dans les civilisations anciennes, basée sur l'observation astronomique de celles-ci. Selon ce concept, l'écoulement du temps n'est pas linéaire comme pour la théorie du temps linéaire actuellement en vigueur, mais l'histoire s'écoulent périodiquement pour obéir à des cycles, selon la position des planètes dans le système solaire, et de celui-ci dans la Voie Lactée, et de la Voie Lactée dans l'Univers, etc. Et amenant un retour périodique, cyclique, de conséquences avec des situations catastrophiques et/ou bénéfiques. Les cycles ont une durée variant selon lesdites traditions anciennes. Pour la Terre nous avons le cycle de Milanković. Les calendriers Mayas, Aztèque et Olmèque étaient basés sur le temps cyclique, tout comme les calendriers perses, grecs, égyptiens et d'autres civilisations de l'antiquité, ou encore aujourd’hui le calendrier hindou. Certains estiment même que ces calendriers furent élaborés par une antique civilisation antédiluvienne commune de l'humanité.[réf. nécessaire]

## Les quatre âges de l'humanité
«La cyclologie a la vertu de nous faire comprendre que ce que nous vivons et la fin de cycle qui nous attend n'arrive pas pour la première fois mais est arrivé d'autres fois avec une intensité différente (…) si l'on ne fait qu'un avec le concert cosmique, l'on ne fait qu'un avec Celui qui l'a créé, et Lui ne fait qu'un avec soi. Le temps devient simultané et la réalité de tout cela surpasse toute conception profane. Pour cela les théories scientifiques modernes ne sont qu'un jeu d'enfant comparées à la conception traditionnelle de la Cosmogonie, où dans la dimension d'un dieu un siècle est une seconde (…) Et à présent que la ‘post-modernité’ a donné lieu à la ‘pré-apocalypse’, il semble adéquat de citer la phrase bien connue de René Guénon, qui termine son livre Le Règne de la Quantité et les Signes des Temps: "si l'on veut aller jusqu'à la réalité de l'ordre le plus profond, on peut dire en toute rigueur que la ‘fin d'un monde’ n'est jamais et ne peut jamais être autre chose que la fin d'une illusion.». 
La plus répandue et la plus ancienne des conceptions cycliques est la mesure védique du temps en quatre âges, encore développée aujourd'hui dans l'hindouisme et le bouddhisme. Le cycle complet dure 12 000 ans environ et débute par un âge d'or (Satya youga), période où l'homme possède la connaissance spirituelle et vit dans une harmonie parfaite. Puis commence le déclin (perte progressive de la connaissance) qui, en passant par l'âge d'argent (Treta-Youga) puis l'âge de bronze (Dvapara Youga), aboutit à l'âge de fer (Kali Youga), où triomphent l'ignorance, l'égoïsme et le mal. Une conflagration (sous la forme d'un cataclysme cosmique, de guerres, ou autre) purifie ensuite l'humanité pour permettre le commencement d'un nouveau cycle, donc d'un nouvel âge d'or.
Cette théorie fut par la suite importée dans le monde gréco-romain (voir à ce propos le mythe grec des âges de l'humanité) par Hésiode, dans Les Travaux et les Jours. 
Bien qu'elle soit en contradiction avec les doctrines judéo-chrétiennes qui véhiculent une vision linéaire du temps (de la Création et la fin du monde), la cyclologie s'est perpétuée jusqu'à nos jours, véhiculée par divers courants ésotériques voire occultes.
Par exemple au début du XXe siècle, le célèbre alchimiste Fulcanelli développe ce point de vue, en prenant entre autres appui sur la Bible, dans Le mystère des cathédrales et Les demeures philosophales.

## Les Ères astronomiques antiques
En 1937, Paul Le Cour a mis au point une cyclologie différente, en référence à l'astronomie antique et de l'astrologie, donnant naissance à la théorie astrologique des 12 ères qu'il exposa dans son ouvrage L'Ère du Verseau. Selon cette cyclologie, qui diffère quelque peu de la théorie des quatre âges, l'humanité obéit à des grandes années de  26 000 ans, chaque grande année étant divisée en douze ères d'environ 2150 ans chacune et correspondant à un signe du zodiaque.
Cette théorie fut reprise et appliquée par Jean-Charles Pichon qui en fit un des axes principaux de son œuvre. En 1963, Pichon publia Les Cycles du retour éternel et dix ans plus tard, en 1973, Les Trente années à venir révélées par l'histoire cyclique.
En 1994, il parut une étude de Christian Turpin s'intéressant à la mise en évidence d'un parallèle éventuel entre les événements historiques majeurs de la Rome antique et ceux des  États-Unis. Cette théorie fut appelée par son auteur "théorie de l'événementialité". Si elle repose bien sur une période de cyclicité d'environ 2150 ans, elle diffère sensiblement de l'approche de Le Cour ou de Pichon. En effet, selon Turpin, les relations historiques complexes à comparer doivent être nécessairement décomposées en "événements simples", c'est-à-dire en événements dans lesquels ne sont impliquées que deux "nations événementielles". En novembre 2006, Les cinq  destins de la France ont été édités, une coédition entre M.C.O.R. et Kapsos, introduisant des comparaisons entre les Bourbons et Athènes, l'Epire et le premier et le second Empire, la Macédoine hellénisée et la République, la Bithynie et la Gauche française, les Asmonéens et la droite française.

## La cyclologie  «New Age»
Par la suite, le New Age – mouvement mystique et/ou ésotérique notamment caractérisé par son effort de conciliation entre les spiritualités orientale et occidentale – a élaboré une théorie hybride des deux précédentes, divisant chacune des douze ères en quatre âges (âge d'or, d'argent, de bronze, de fer). Cette théorie cyclologique hybride est aujourd'hui un des postulats du mouvement, qui se donne pour mission de préparer l'entrée dans le nouvel âge d'or de l’Ère du Verseau. Notre époque (correspondant la fin de l’âge de fer de l’Ère des Poissons) serait donc inévitablement marquée, selon les partisans de cette conception, par d'importants changements à l'échelle planétaire.

## Sources
1. ↑  Magazine Futura Planètes, Changement climatique et théorie de Milankovitch : une prédiction confirmée. no 60139 (14/05/2018)
2. ↑  Magazine Symbolos, éditorial no 23-24 (2002)
3. ↑  Voir Yuga dans le glossaire
4. ↑  Cycles et traditions